# Liste des maires de Sauveterre (Hautes-Pyrénées)

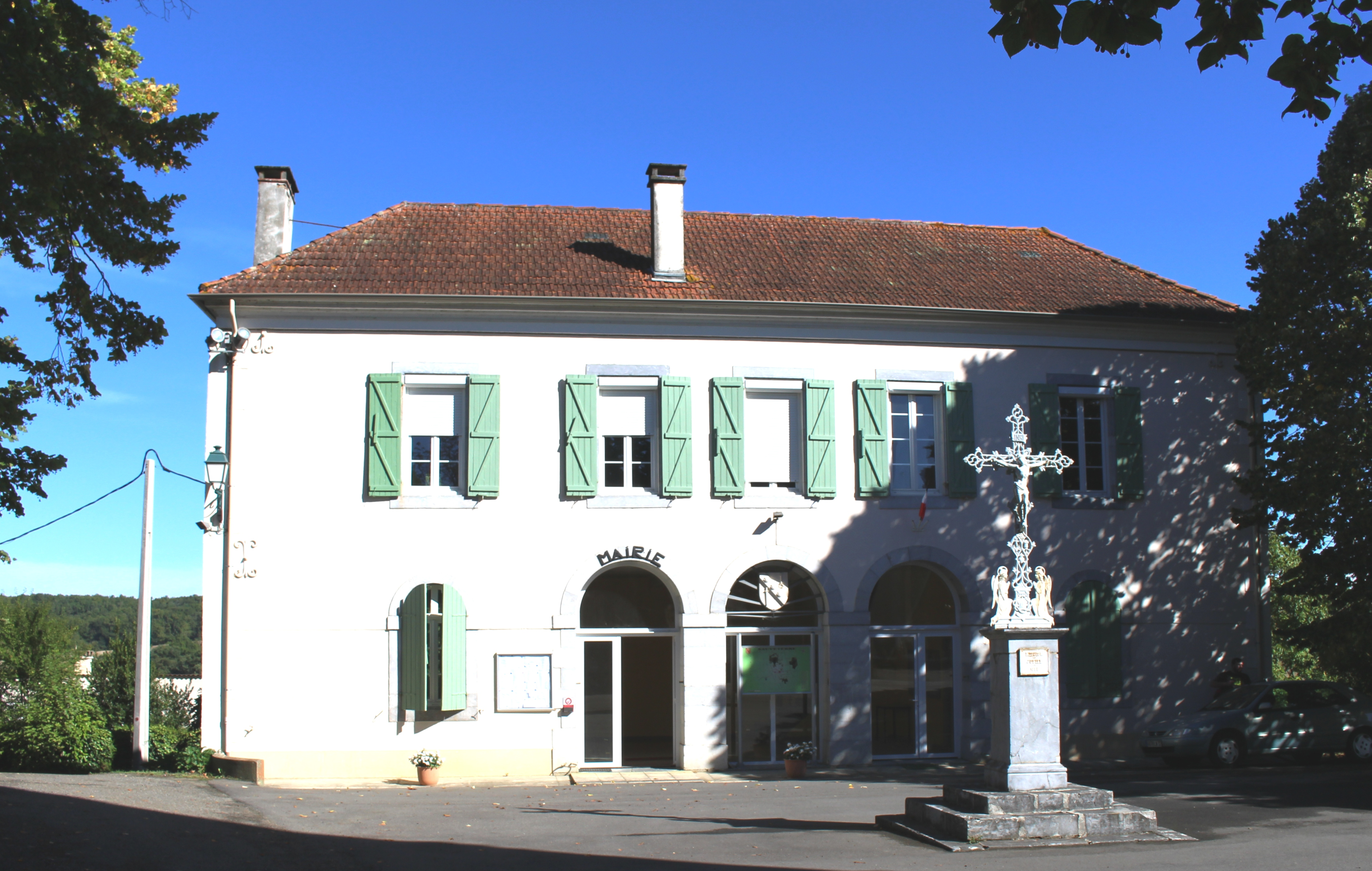
La mairie en 2016.

Pour les articles homonymes, voir Sauveterre.

## Liste des maires
| Période                                  | Période   | Identité         | Étiquette | Qualité |
| ---------------------------------------- | --------- | ---------------- | --------- | ------- |
| Les données manquantes sont à compléter. |           |                  |           |         |
|                                          |           |                  |           |         |
| 1900                                     | 1901      | J. Laclaverie    |           |         |
| 1901                                     | 1923      | V. Lassabe       |           |         |
| 1923                                     | 1929      | J. Blousson      |           |         |
| 1929                                     | 1944      | I. Dubertrand    |           |         |
| 1944                                     | 1945      | H. Lussan        |           |         |
| 1945                                     | 1953      | E. Beaudean      |           |         |
| 1953                                     | 1971      | A. Doubrere      |           |         |
| 1971                                     | mars 2001 | Jean Doubrere    |           |         |
| mars 2001                                | mars 2020 | Christian Berdy  |           |         |
| mars 2020                                | en cours  | Philippe Pirotte |           |         |